# Bainbridge (North Yorkshire)
Bainbridge è un villaggio e una parrocchia civile del distretto Richmondshire nella contea del North Yorkshire, Yorkshire e Humber dell'Inghilterra, Regno Unito.

## Geografia

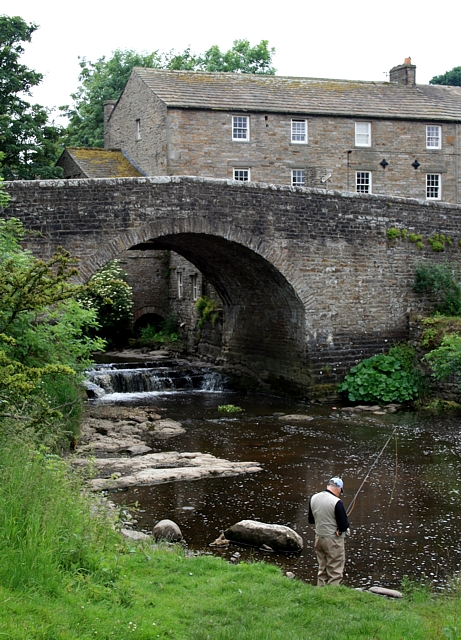
Bainbridge Bridge

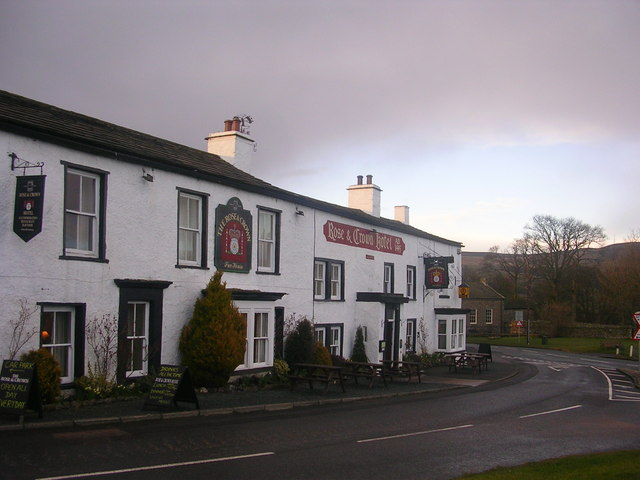
Rose and Crown

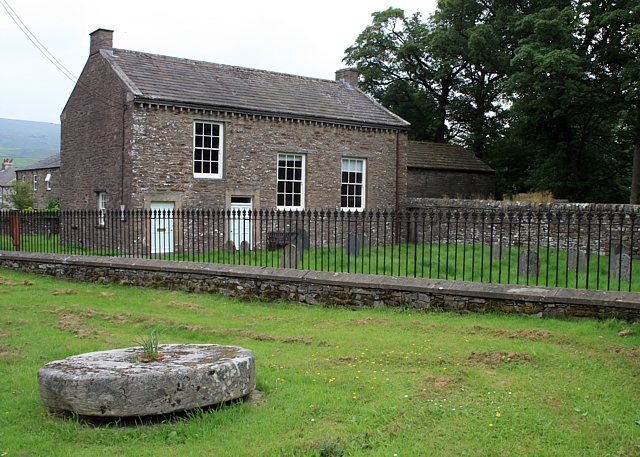
Bainbridge meeting house

Nel territorio di Bainbridge scorre il fiume Bain, tra i più brevi d'Inghilterra e affluente del fiume Ure. A breve distanza si trovano le cascate nella vicina Aysgarth.

## Storia
Il villaggio di Bainbridge è uno degli insediamenti più antichi degli Yorkshire Dales. Originariamente chiamato Virosidum, era un centro importante durante l'epoca romana con strade che si diramavano verso sud e sud-ovest. Quella a sud può essere tracciata per circa otto miglia, oltre i pendii di Stake Fell e fino alle creste che separano Wharfedale e Wensleydale. I resti di un forte romano possono essere visti a Brough Hill, appena superato il fiume uscendo dal villaggio. Sebbene nella zona ci siano stati insediamenti almeno dal I secolo, gran parte della regione era ricoperta da una fitta foresta fino a quando Conan, conte di Richmond, decise che era necessario uno sgombero prima della costruzione del suo maniero, nel 1146. Tra il 1146 e il 1170 Conan concesse la tutela della foresta ai signori di Middleham che costruirono il maniero e il villaggio. Verso la fine del XII secolo sorse una disputa tra l'abate di Jervaulx e Ranulph, figlio di Robert Fitz Randolph, riguardo alla costruzione di altre case nel villaggio. L'argomentazione di Ranulph era che la città esisteva prima che lui diventasse signore. I signori di Middleham non avevano ricoperto la carica di forestale dal 1280, quando Pietro di Savoia, conte di Richmond, aveva distribuito la terra nel maniero agli affittuari. Bainbridge seguì la discendenza del feudo di Richmond fino al 1413, quando re Enrico IV concesse il feudo a Ralph Neville, conte di Westmorland. Una leggenda locale sostiene che un tempo sul sito sorgeva una città ma che la zona fu allagata da un angelo che era stato respinto dagli abitanti della città dopo aver chiesto loro cibo e bevande. Solo una coppia povera, che accolse l'angelo, si salvò.

## Monumenti e luoghi d'interesse
Nel territorio di Bainbridge sono presenti vari punti di interesse. L'unico pub del villaggio, il Rose and Crown, è considerato una delle locande più antiche dello Yorkshire, essendo in attività dal 1445. La Bainbridge meeting house fu costruita nel 1836 per sostituire un cottage del 1668. È un edificio classificato di seconda categoria. Il cimitero è presente dal 1672.
- Bainbridge Bridge. Risale al XVIII secolo e dal 25 marzo 1969 è considerata un monumento classificato di seconda categoria.[4][5]
- Rose and Crown. Risale al XV secolo e dal 25 marzo 1969 è considerata un monumento classificato di seconda categoria.[6]